# 比利切 (傑米季夫卡區)
50°31′45″N 25°18′24″E / 50.52917°N 25.30667°E
比利切（烏克蘭語：Більче），是烏克蘭西北部的村莊，隸屬里夫內州的杜布諾區。該村面積4.34平方公里，海拔高度190米，2015年人口221，人口密度每平方公里58.1人。